# Séverni (Ozinki)
Plantilla:Polisèmai

Séverni (en rus: Северный) és un poble (un possiólok) de l'óblast de Saràtov, a Rússia, segons el cens del 2010 tenia 201 habitants. Pertany al districte municipal d'Ozinki.